# 32-20 Blues
32-20 Blues – standard bluesowy autorstwa Roosevelta Sykesa, pierwotnie nagrany przez niego – pod pseudonimem Willie Kelly – w czerwcu 1930. W tym samym roku utwór trafił na jego singiel. W lutym 1937 na rynek amerykański trafiła mała płyta nagrana przez Roberta Johnsona, która wydana została nakładem wytwórni Vocalion Records.

## Wersje innych wykonawców
- Eric Clapton
- Bob Dylan
- Muddy Waters
- Johnny Winter
- Gov't Mule
- Keith Richards